# コシ県
コシ県（ネパール語: कोशी अञ्चल Listen）とは、ネパール東部にある県である。東部開発区域に属する。県都、最大都市はビラートナガルで、6郡からなる。東にメチ県、南にインド、西にサガルマタ県、北に中華人民共和国に接する。

## 行政区分

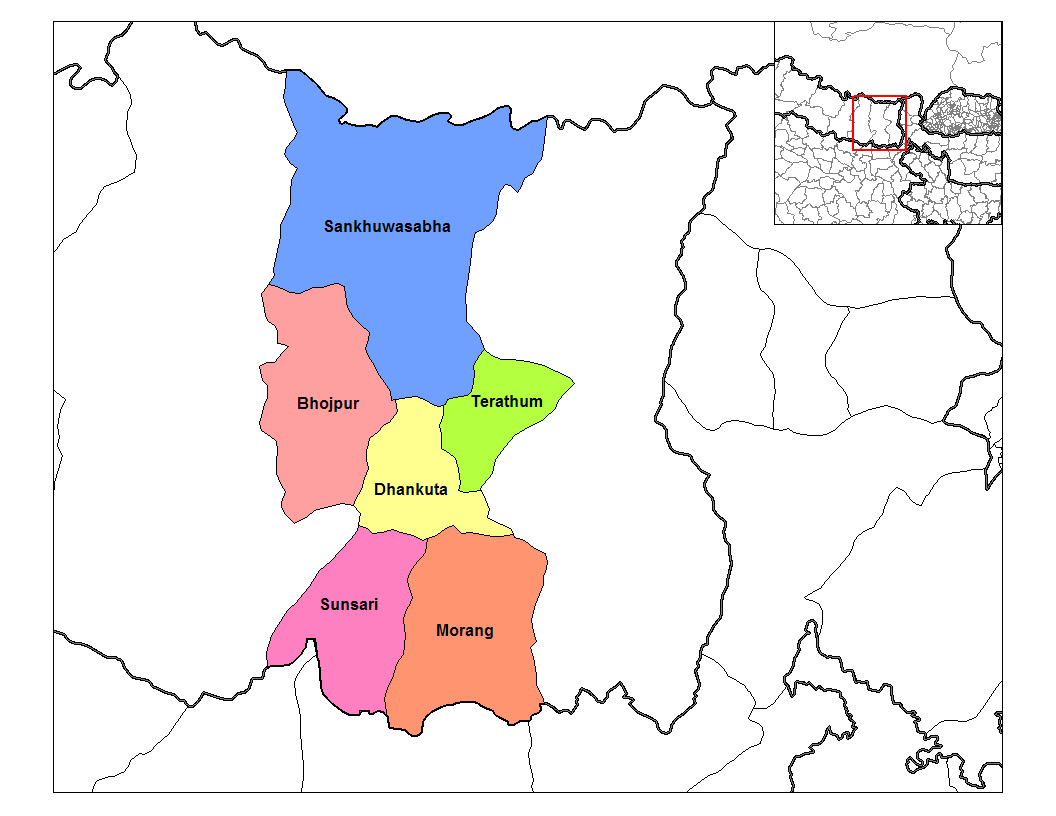
県内の6郡
■サンクワサバ郡、■ボジプール郡、■ダンクタ郡、■テラトゥム郡、■スンサリ郡、■モラン郡

| 郡             | 郡庁所在地     |
| -------------- | -------------- |
| ボージプル郡   | ボージプル     |
| ダンクタ郡     | ダンクタ       |
| モラン郡       | ビラートナガル |
| サンクワサバ郡 | カンドバリ     |
| スンサリ郡     | イナルワ       |
| テラトゥム郡   | メンルン       |

## コシ県の主な都市
- ビラートナガル
- ダーラン
- イタハリ